# Rudničnyj (Oblast' di Kirov)
Rudničnyj è una cittadina della Russia europea centro-settentrionale, situata nella oblast' di Kirov; appartiene amministrativamente al rajon Verchnekamskij.